# Brasilodontus mucuriensis
Brasilodontus mucuriensis är en insektsart som beskrevs av De Mello 1992. Brasilodontus mucuriensis ingår i släktet Brasilodontus och familjen syrsor. Inga underarter finns listade i Catalogue of Life.